# キリンカップサッカー2004
キリンカップサッカー2004は、第25回目のキリンカップサッカーである。2004年（平成16年）7月9日から7月13日にかけて開催され、日本、セルビア・モンテネグロ、スロバキアが参加した。

## 結果
| 2004年7月9日 19:23 |

| 日本                                        | 3 - 1    | スロバキア      |
| 福西崇史 44分 · 鈴木隆行 66分 · 柳沢敦 81分 | レポート | バブニッチ 65分 |

| 広島ビッグアーチ（広島） 観客数: 34,458人 主審: マシュー・ブリーズ |

| 2004年7月11日 |

| スロバキア | 0 - 2 | セルビア・モンテネグロ                     |
|            |       | ミロシェビッチ 6分 · イェストロビッチ 90分 |

| 博多の森球技場（福岡） |

| 2004年7月13日 20:04 |

| 日本          | 1 - 0    | セルビア・モンテネグロ |
| 遠藤保仁 49分 | レポート |                        |

| 横浜国際総合競技場（横浜） 観客数: 57,616人 主審: エドワード・レニー |

## 順位
| 順 | チーム                 | 試 | 勝 | 分 | 敗 | 得 | 失 | 差 | 点 |
| -- | ---------------------- | -- | -- | -- | -- | -- | -- | -- | -- |
| 1  | 日本                   | 2  | 2  | 0  | 0  | 4  | 1  | +3 | 6  |
| 2  | セルビア・モンテネグロ | 2  | 1  | 0  | 1  | 2  | 1  | +1 | 3  |
| 3  | スロバキア             | 2  | 0  | 0  | 2  | 1  | 5  | −4 | 0  |

## 優勝チーム
| キリンカップサッカー2004優勝 |
| ---------------------------- |
| · 日本 · 7回目               |